# Poul Erik Bech
Poul Erik Bech (nacido en 1938 - 5 de abril de 2014) fue un entrenador de fútbol de Dinamarca. Él ganó el campeonato de 1984 de Dinamarca con Vejle Boldklub y fue galardonado como Entrenador del Año el mismo año.